# Bampur
Koordinaten: 27° 12′ 6,5″ N, 60° 26′ 45,6″ O

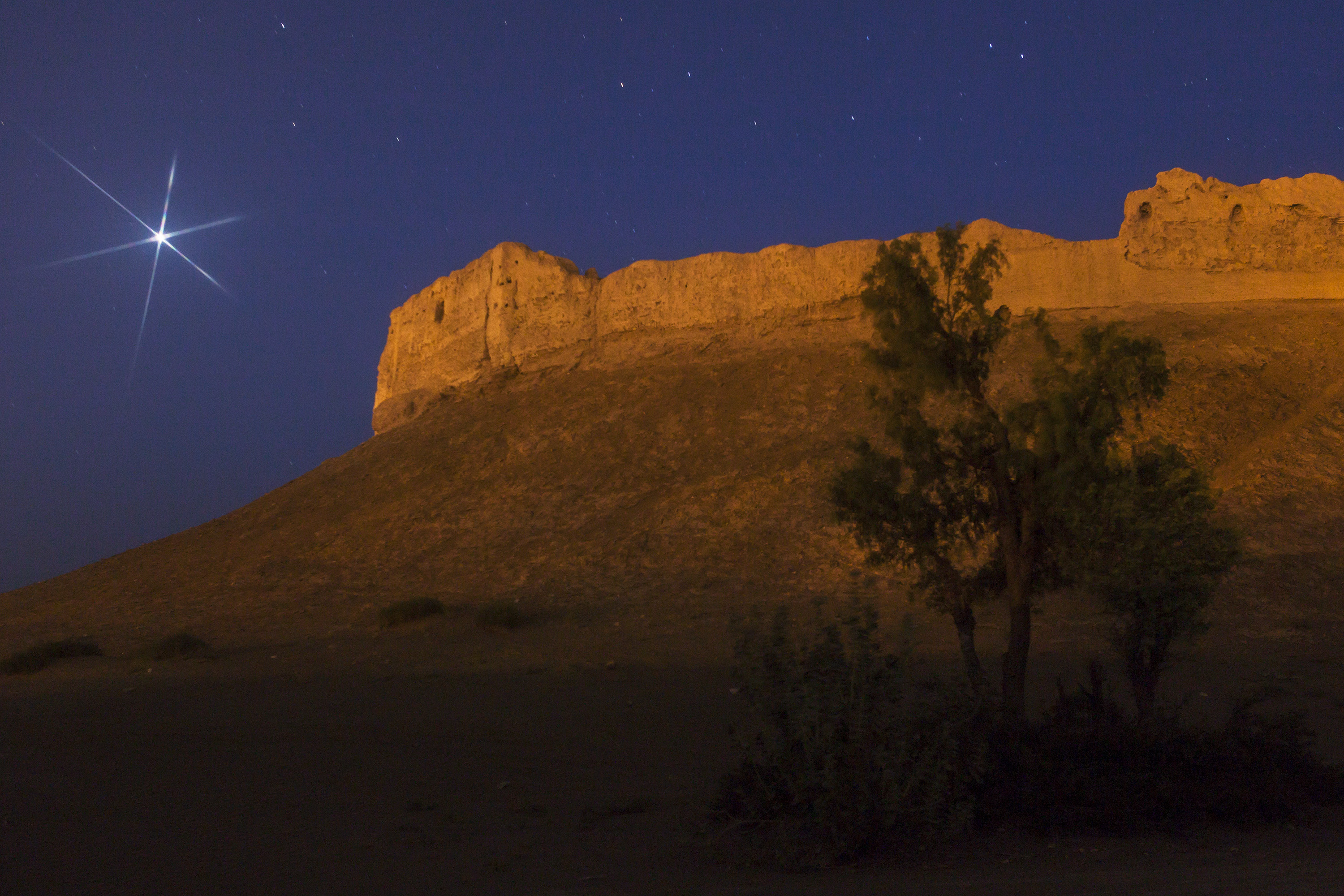
Festung von Bampur, 2010

Bampur ist eine Stadt im Iran in der südost-iranischen Provinz Sistan und Belutschistan.

## Geschichte
Hier befand sich eine vorgeschichtliche bronzezeitliche Siedlung, die 1932 von Sir Aurel Stein entdeckt wurde. Grabungen unternahm erst Beatrice de Cardi im Jahr 1966, die ihre Ergebnisse 1970 veröffentlichte.
Die Ruinenstätte wird heute von einer Festung gekrönt. Ausgrabungen fanden westlich der Festung an zwei Stellen statt. Der Hügel inklusive der Festung ist etwa 300 × 300 m groß.
Die ältesten Überreste stammen aus dem späten 4. vorchristlichen Jahrhundert. Es konnten sechs Schichten unterschieden werden (Bampur I–VI). Reste von Lehmziegelarchitektur kamen zu Tage. Wegen der relativ kleinen Grabungsausschnitte konnten keine Grundrisse von ganzen Gebäuden erfasst werden. Das Fundmaterial, vor allem die Keramik, hat in den Schichten I bis IV große Ähnlichkeiten mit dem von Schahr-e Suchte und kann der Helmand-Kultur zugeordnet werden. Sie datiert damit in das dritte Jahrtausend v. Chr. Die Keramik ist oft bemalt. Es fanden sich Bronzesiegel, Tonfiguren und die Reste einer Mausefalle. In Schicht IV erscheint Keramik, die auch aus der Umm-an-Nar-Kultur in Oman bekannt ist.
Die Festung datiert vielleicht in die sassanidische Zeit. Sie wurde aber auch in islamischer Zeit weiter genutzt und um- und ausgebaut. Hier wohnten die lokalen Statthalter.